# 회천면
회천면(會泉面)은 전라남도 보성군에 있는 대한민국의 면이다. 보성읍으로 넘어가는 길목인 봇재에는 수많은 다원이 있고, 감자, 쪽파, 전어가 많이 난다.

## 개요
회천면은 보성군 정남쪽에 위치하고 있으며, 득량만을 경계로 고흥군과 접경하고 있으며 서쪽으로는 장흥군과 인접하며 북쪽으로는 보성읍과 웅치면, 동쪽으로는 득량면과 경계하고 있다. 바다와 이어진 지역으로 예로부터 농수산업이 발달하였고 감자, 쪽파 등 밭작물로도 유명하다. 율포해수욕장은 100년 이상의 수령을 자랑하는 송림과 백사장, 그리고 해수휴양타운이 잘 조성되어 관광휴양지로 잘 알려져 있으며, 영천리나 회령리에는 전국 최대 규모의 녹차단지가 조성되어 관광객의 발길을 잡고 있다. 또한, 우리나라 5대 보호연안구역인 득량만은 패류양식의 최적지로 반지락, 키조개, 고막, 새조개 등의 패류가 생산되고 있다.

## 법정리
- 객산리(客山里)
- 군농리(郡農里)
- 동율리(東栗里)
- 벽교리(碧橋里)
- 봉강리(鳳崗里)
- 서당리(書堂里)
- 영천리(聆川里)
- 율포리(栗浦里)
- 전일리(全日里)
- 천포리(泉浦里)
- 화죽리(花竹里)
- 회령리(會寧里)

## 학교
| 학교명         | 소재지                          | 비고        |
| -------------- | ------------------------------- | ----------- |
| 회천초등학교   | 회천면 남부관광로 2343 (율포리) |             |
| 회천서초등학교 | 회천면 시장길 12 (회령리)       |             |
| 회천동초등학교 | 회천면 원산길 11 (서당리)       | 2007년 폐교 |
| 군농초등학교   | 회천면 회천당산길 88-1 (군농리) | 1998년 폐교 |
| 회천중학교     | 회천면 남부관광로 2399 (율포리) |             |